# Luis Maraver y Alfaro
Luis Maraver y Alfaro (Fuente Obejuna, 1814-Madrid, 1886)  fue un médico homeópata, escritor, historiador y arqueólogo español.

## Biografía

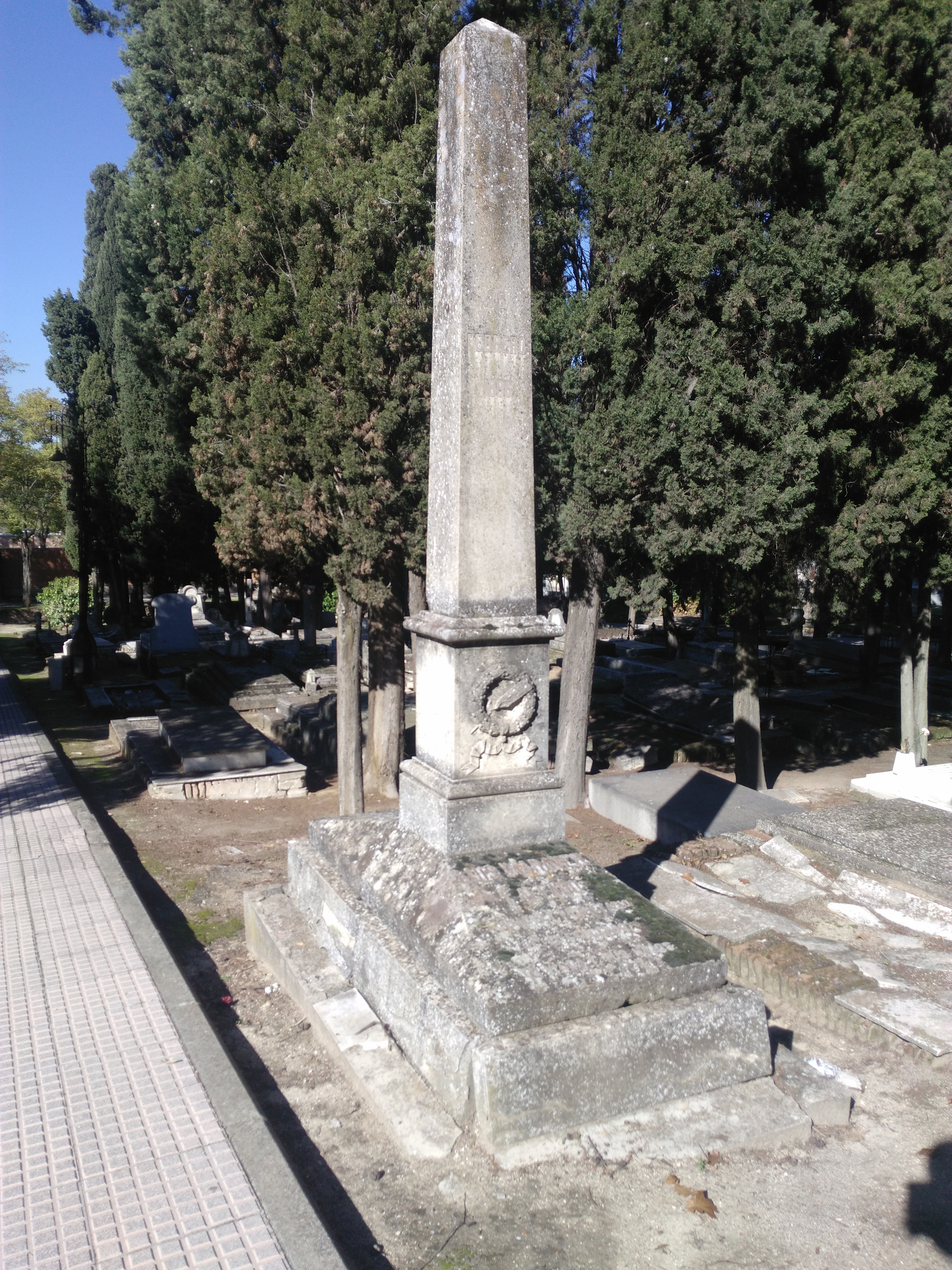
Tumba de Luis Maraver en el cementerio civil de Madrid.

Nació en 1814 en Fuente Obejuna. Licenciado en Medicina —especializado en homeopatía— y escritor, fue rey de armas, individuo correspondiente de la Real Academia de la Historia y numerario de la Real Academia Sevillana de Buenas Letras y de la Real Academia de Ciencias, Bellas Letras y Nobles Artes de Córdoba. Autor de los tres volúmenes de una Historia de Córdoba: desde los más remotos tiempos hasta nuestros días (1863-1866), en 1870 fundó el periódico El Cencerro, publicación que dirigiría hasta su muerte, ocurrida en Madrid el 26 de febrero de 1886. Fue enterrado en el cementerio civil de la necrópolis del Este.